# ESPN+
Ne pas confondre avec ESPN Regional Television et ESPN Más une chaîne sud-américaine.
ESPN+ est un service de vidéo à la demande par contournement spécialisé dans le sport lancé en avril 2018 et détenu par ESPN, filiale de  Walt Disney Company (80 %) et de la Hearst Corporation (20 %).

## Historique
En raison d'une baisse constante des abonnés aux bouquets câble et satellite depuis 2010 et le succès de plateformes comme Netflix, Disney est contraint de revoir le modèle d'entreprise d'ESPN. Le 27 juillet 2015, Bob Iger déclare qu'ESPN pourrait éviter les traditionnels bouquets du câble pour une solution plus souple de diffusion en streaming,,.
Le 6 février 2018, lors d'une conférence trimestrielle Bob Iger annonce que l'abonnement au service de streaming ESPN Plus coûtera 4,99 $ par mois,,.
Le 2 avril 2018, Disney annonce la date d'ouverture d'ESPN Plus pour le 12 avril au prix de 5 $ par mois,. Le 12 avril 2018, le ESPN+ est officiellement lancé au prix de 5$ par mois sans les principaux matchs de NFL ou NBA mais avec au contraire des sports de niches, de nombreuses vidéos en direct et peu de publicité,. 8 mai 2018, Disney signe un contrat pluriannuel de 750 millions d'USD sur 5 ans avec l'Ultimate Fighting Championship pour fournir du contenu à son nouveau service ESPN+,.
Le 25 mai 2018, le contrat de 350 millions d'US$ entre Riot Games et BAMTech annoncé en décembre 2016 est annulé au profit d'un contrat de diffusion de la League of Legends sur ESPN+ à partir de juin 2018. Le 21 août 2018, ESPN stoppe le service de contenus ESPN Insiders créé il y a près de 20 ans et transfère les abonnements vers le service de vidéo à la demande ESPN+ à compter du 28 août. Le 21 septembre 2018, ESPN+ totalise 1 million d'abonnés en moins de 6 mois, en comparaison HBO Go a mis 10 mois pour atteindre ce niveau,. Le 29 octobre 2018, le service ESPN+ annonce avoir dépassé le million d'abonnés en seulement cinq mois mais reste déficitaire en raison des coûts technologiques et de contenus estimés à 200 à 500 millions d'US$.
Le 6 août 2019, Disney confirme la disponibilité d'un abonnement couplé Disney+/ESPN+/Hulu à 12,99 US$ par mois à partir du 12 novembre 2019.